# 湟源峡题字石刻
湟源峡题字石刻，位于中国青海省湟源县几处峡谷公路旁山崖，为第八批青海省文物保护单位，公布日期为2008年4月10日，类型为石窟寺及石刻。
湟源峡题字石刻的历史年代为清、民国。